# Granito (classificazione commerciale)
Nella terminologia commerciale, che in Italia è regolata dalla normativa UNI-4858, si indica con granito una roccia fanerocristallina (cioè con cristalli distinguibili a occhio nudo), compatta, lucidabile, costituita da minerali con durezza Mohs da 6 a 7 (quali quarzo, feldspati e feldspatoidi), usata sia come materiale da costruzione che da decorazione.
Tra le rocce classificate come graniti abbiamo rocce magmatiche intrusive (granito, diorite, granodiorite, gabbro, etc.), le corrispondenti rocce effusive, alcune rocce metamorfiche con uguale composizione (gneiss).